# Poljani (Kakanj, BiH)
Poljani su naseljeno mjesto u općini Kakanj, Federacija Bosne i Hercegovine, BiH.

## Povijest
Tijekom bošnjačko-hrvatskog sukoba, poslije sloma slabo naoružanih i izoliranih mjesnih hrvatskih snaga 13. lipnja 1993. pripadnici Armije BiH opljačkali su i uništili područnu katoličku crkvu, a Hrvate katolike protjerali.

## Stanovništvo

### Popisi 1971. – 1991.
| Poljani            |                |                |              |
| godina popisa      | 1991.          | 1981.          | 1971.        |
| Hrvati             | 1.216 (91,77%) | 1.112 (91,07%) | 995 (89,47%) |
| Muslimani          | 91 (6,86%)     | 100 (8,19%)    | 114 (10,25%) |
| Srbi               | 2 (0,15%)      | 2 (0,16%)      | 2 (0,17%)    |
| Jugoslaveni        | 2 (0,15%)      | 1 (0,08%)      | 0            |
| ostali i nepoznato | 14 (1,05%)     | 6 (0,49%)      | 1 (0,08%)    |
| ukupno             | 1.325          | 1.221          | 1.112        |

### Popis 2013.
| Poljani            |             |
| godina popisa      | 2013.       |
| Bošnjaci           | 38 (60,32%) |
| Hrvati             | 20 (31,75%) |
| Srbi               | 1 (1,59%)   |
| ostali i nepoznato | 4 (6,35%)   |
| ukupno             | 63          |

## Religija
U Poljanima se nalazi područna katolička crkva. Rimokatolička su groblja u Kovčićima i Vodarićima te u Riječnjacima pod Poljanima.